# Pajanelia
Pajanelia é um género botânico pertencente à família Bignoniaceae.

## Espécies
- Pajanelia longifolia
- Pajanelia multijuga
- Pajanelia rheedii